# Lucas (Iowa)
Lucas és una població dels Estats Units a l'estat d'Iowa. Segons el cens del 2000 tenia 243 habitants.

## Demografia
Segons el cens del 2000, Lucas tenia 243 habitants, 95 habitatges, i 68 famílies. La densitat de població era de 96,7 habitants/km².
Dels 95 habitatges en un 37,9% hi vivien nens de menys de 18 anys, en un 60% hi vivien parelles casades, en un 3,2% dones solteres, i en un 28,4% no eren unitats familiars. En el 26,3% dels habitatges hi vivien persones soles el 8,4% de les quals corresponia a persones de 65 anys o més que vivien soles. El nombre mitjà de persones vivint en cada habitatge era de 2,56 i el nombre mitjà de persones que vivien en cada família era de 3,07.
Per edats la població es repartia de la següent manera: un 28,4% tenia menys de 18 anys, un 7,4% entre 18 i 24, un 31,3% entre 25 i 44, un 21,4% de 45 a 60 i un 11,5% 65 anys o més.
L'edat mediana era de 36 anys. Per cada 100 dones de 18 o més anys hi havia 100 homes.
La renda mediana per habitatge era de 31.250 $ i la renda mediana per família de 38.750 $. Els homes tenien una renda mediana de 26.458 $ mentre que les dones 21.607 $. La renda per capita de la població era de 13.145 $. Entorn del 6,9% de les famílies i el 10,6% de la població estaven per davall del llindar de pobresa.

## Poblacions més properes
El següent diagrama mostra les poblacions més properes.